# Nationalliga A (Eishockey) 1991/92
Die Spielzeit 1991/92 war die 54. reguläre Spielzeit der Nationalliga A. Schweizer Meister wurde der SC Bern. In die Nationalliga B musste der EHC Olten absteigen.

## Modus
Gespielt wurden von den zehn Teams zunächst zwei Doppelrunden zu je 18 Spielen, in denen die acht Teilnehmer für die Playoffs ermittelt wurden.

## Tabellen

### Qualifikation
| Pl. | Team                 | Sp. | S  | U | N  | Tore      | Pkt. |
| --- | -------------------- | --- | -- | - | -- | --------- | ---- |
| 1.  | HC Fribourg-Gottéron | 36  | 25 | 5 | 6  | 186 : 99  | 55   |
| 2.  | HC Lugano            | 36  | 23 | 5 | 8  | 151 : 92  | 51   |
| 3.  | SC Bern              | 36  | 21 | 6 | 9  | 142 : 98  | 48   |
| 4.  | HC Ambrì-Piotta      | 36  | 22 | 2 | 12 | 157 : 117 | 46   |
| 5.  | EV Zug               | 36  | 16 | 5 | 15 | 133 : 129 | 37   |
| 6.  | EHC Kloten           | 36  | 14 | 7 | 15 | 139 : 124 | 35   |
| 7.  | Zürcher SC           | 36  | 11 | 6 | 19 | 140 : 168 | 28   |
| 8.  | EHC Biel             | 36  | 8  | 7 | 21 | 105 : 179 | 23   |
| 9.  | EHC Olten            | 36  | 8  | 3 | 25 | 102 : 191 | 19   |
| 10. | EHC Chur             | 36  | 6  | 6 | 24 | 134 : 192 | 18   |

### Statistik
| Nr. | Nat.             | Team              | Name               | T  | A  | Pkt |
| --- | ---------------- | ----------------- | ------------------ | -- | -- | --- |
| 1.  | Russland 1991    | Fribourg-Gottéron | Wjatscheslaw Bykow | 38 | 47 | 85  |
| 2.  | Russland 1991    | Fribourg-Gottéron | Andrei Chomutow    | 31 | 43 | 74  |
| 3.  | Ukraine          | HC Ambrì-Piotta   | Petro Malkow       | 23 | 41 | 64  |
| 4.  | Kanada           | EHC Chur          | Roberto Lavoie     | 36 | 17 | 53  |
| 5.  | Kasachstan       | HC Ambrì-Piotta   | Juri Leonow        | 26 | 25 | 51  |
| 6.  | Kanada           | HC Lugano         | Gilles Thibaudeau  | 29 | 17 | 46  |
| 7.  |                  | Fribourg-Gottéron | Chad Silver        | 23 | 21 | 44  |
| 8.  | Schweiz          | HC Ambrì-Piotta   | Peter Jaks         | 22 | 20 | 42  |
| 9.  | Tschechoslowakei | EHC Olten         | Aleš Polcar        | 14 | 26 | 40  |
| 10. |                  | HC Ambrì-Piotta   | Keith Fair         | 18 | 21 | 39  |

(Legende zur Spielerstatistik: Sp oder GP = absolvierte Spiele; T oder G = erzielte Tore; V oder A = erzielte Assists; Pkt oder Pts = erzielte Scorerpunkte; SM oder PIM = erhaltene Strafminuten; +/− = Plus/Minus-Bilanz; PP = erzielte Überzahltore; SH = erzielte Unterzahltore; GW = erzielte Siegtore; 1 Play-downs/Relegation; Kursiv: Statistik nicht vollständig)

### Auszeichnungen
- Pauli Jaks, HC Ambrì-Piotta – Jacques-Plante Trophy

## Playoffs

### Turnierbaum
| Viertelfinal | Viertelfinal         | Viertelfinal |   |                      | Halbfinal       | Halbfinal | Halbfinal |  |  | Final | Final | Final |
|              |                      |              |   |                      |                 |           |           |  |  |       |       |       |
| 1            | HC Fribourg-Gottéron | 3            |   |                      |                 |           |           |  |  |       |       |       |
| 8            | EHC Biel             | 1            |   |                      |                 |           |           |  |  |       |       |       |
|              |                      |              | 1 | HC Fribourg-Gottéron | 3               |           |           |  |  |       |       |       |
|              |                      |              |   | 4                    | HC Ambrì-Piotta | 2         |           |  |  |       |       |       |
| 4            | HC Ambrì-Piotta      | 3            |   |                      |                 |           |           |  |  |       |       |       |
| 5            | EV Zug               | 2            |   |                      |                 |           |           |  |  |       |       |       |
|              |                      |              | 1 | HC Fribourg-Gottéron | 2               |           |           |  |  |       |       |       |
|              |                      |              |   | 3                    | SC Bern         | 3         |           |  |  |       |       |       |
| 2            | HC Lugano            | 1            |   |                      |                 |           |           |  |  |       |       |       |
| 7            | Zürcher SC           | 3            |   |                      |                 |           |           |  |  |       |       |       |
|              |                      |              | 3 | SC Bern              | 3               |           |           |  |  |       |       |       |
|              |                      |              |   | 7                    | Zürcher SC      | 0         |           |  |  |       |       |       |
| 3            | SC Bern              | 3            |   |                      |                 |           |           |  |  |       |       |       |
| 6            | EHC Kloten           | 0            |   |                      |                 |           |           |  |  |       |       |       |
|              |                      |              |   |                      |                 |           |           |  |  |       |       |       |

### Viertelfinal
Der Viertelfinal wird im Modus Best of Five ausgespielt.
|                      |   |            | Serie | 1                                   | 2                              | 3                    | 4                                   | 5                   |
| -------------------- | - | ---------- | ----- | ----------------------------------- | ------------------------------ | -------------------- | ----------------------------------- | ------------------- |
| HC Fribourg-Gottéron | - | EHC Biel   | 3:1   | 3:4 n. P. (0:1, 2:0, 0:1, 0:0, 0:1) | 4:3 n. V. (1:1, 1:1, 1:1, 1:0) | 11:2 (4:1, 5:0, 2:1) | 8:4 (1:1, 3:2, 4:1)                 | -                   |
| HC Ambrì-Piotta      | - | EV Zug     | 3:2   | 3:2 (0:0, 1:1, 2:1)                 | 1:5 (1:2, 0:2, 0:1)            | 6:5 (5:1, 0:1, 1:3)  | 2:6 (0:4, 1:1, 1:1)                 | 3:2 (2:2, 0:0, 1:0) |
| SC Bern              | - | EHC Kloten | 3:0   | 2:0 (0:0, 1:0, 1:0)                 | 2:1 (1:0, 0:0, 1:1)            | 5:1 (1:0, 4:0, 0:1)  | -                                   | -                   |
| HC Lugano            | - | Zürcher SC | 1:3   | 4:5 n. P. (1:1, 2:2, 0:0, 0:0)      | 2:4 (0:1, 1:1, 1:2)            | 10:0 (3:0, 2:0, 5:0) | 3:4 n. P. (2:1, 1:1, 0:1, 0:0, 0:1) | -                   |

### Halbfinal
|                      |   |                 | Serie | 1                              | 2                   | 3                   | 4                   | 5                              |
| -------------------- | - | --------------- | ----- | ------------------------------ | ------------------- | ------------------- | ------------------- | ------------------------------ |
| HC Fribourg-Gottéron | - | HC Ambrì-Piotta | 3:2   | 5:2 (1:0, 3:2, 1:0)            | 0:3 (0:1, 0:2, 0:0) | 4:3 (1:2, 1:1, 2:0) | 3:6 (1:1, 2:3, 0:2) | 5:4 n. V. (2:2, 0:2, 2:0, 1:0) |
| SC Bern              | - | Zürcher SC      | 3:0   | 2:1 n. V. (0:1, 0:0, 1:0, 1:0) | 4:1 (0:0, 3:1, 1:0) | 7:4 (0:0, 5:1, 2:3) | -                   | -                              |

### Final
|                      |   |         | Serie | 1                   | 2                    | 3                   | 4                   | 5                   |
| -------------------- | - | ------- | ----- | ------------------- | -------------------- | ------------------- | ------------------- | ------------------- |
| HC Fribourg-Gottéron | - | SC Bern | 2:3   | 3:4 (1:2, 1:1, 1:1) | 2:11 (1:3, 1:4, 0:4) | 5:1 (1:0, 3:0, 1:1) | 3:0 (1:0, 1:0, 1:0) | 1:4 (1:1, 0:1, 0:2) |

Der SC Bern ist somit Schweizer Meister der Spielzeit 1991/92.

### Meistermannschaft des SC Bern
| Schweizer Meister SC Bern | Torhüter: Martin Bühler, Renato Tosio Verteidiger: Raoul Baumgartner, Andreas Beutler, Jean-Michel Clavien, Thomas Künzi, Sven Leuenberger, Martin Rauch, Reijo Ruotsalainen, Daniel Rutschi Angreifer: Peter Bärtschi, Thomas Burillo, Marco Hagmann, Alan Haworth, Markus Hirschi, Gregor Horak, Patrick Howald, Jiří Lála, Gil Montandon, Harry Rogenmoser, Bernhard Schümperli, Roberto Triulzi, Thomas Vrabec Cheftrainer: Bill Gilligan |

### Playoff-Statistik
| Nr. | Nat.          | Team              | Name               | T  | A  | Pkt |
| --- | ------------- | ----------------- | ------------------ | -- | -- | --- |
| 1.  | Russland 1991 | Fribourg-Gottéron | Andrei Chomutow    | 10 | 12 | 22  |
| 2.  |               | Fribourg-Gottéron | Chad Silver        | 12 | 6  | 18  |
| 3.  | Russland 1991 | Fribourg-Gottéron | Wjatscheslaw Bykow | 4  | 14 | 18  |
| 4.  | Schweiz       | HC Ambrì-Piotta   | Peter Jaks         | 8  | 5  | 13  |
| 5.  | Kanada        | SC Bern           | Alan Haworth       | 7  | 6  | 13  |
| 5.  | Schweiz       | SC Bern           | Patrick Howald     | 7  | 6  | 13  |
| 7.  | Ukraine       | HC Ambrì-Piotta   | Petro Malkow       | 6  | 7  | 13  |
| 8.  | Kasachstan    | HC Ambrì-Piotta   | Juri Leonow        | 6  | 5  | 11  |
| 9.  | Schweiz       | Fribourg-Gottéron | Mario Rottaris     | 6  | 4  | 10  |
| 10. | Schweiz       | SC Bern           | Gil Montandon      | 5  | 5  | 10  |

(Legende zur Spielerstatistik: Sp oder GP = absolvierte Spiele; T oder G = erzielte Tore; V oder A = erzielte Assists; Pkt oder Pts = erzielte Scorerpunkte; SM oder PIM = erhaltene Strafminuten; +/− = Plus/Minus-Bilanz; PP = erzielte Überzahltore; SH = erzielte Unterzahltore; GW = erzielte Siegtore; 1 Play-downs/Relegation; Kursiv: Statistik nicht vollständig)

## Relegation
Die Relegationsspiele wurden im Ligamodus (Hin- und Rückrunde) der beiden letztplatzierten aus der Nationalliga A und den vier Topteams aus der Nationalliga B ausgespielt.

### Tabelle
| Pl. | Team        | Sp. | S | U | N | Tore    | Pkt. |
| --- | ----------- | --- | - | - | - | ------- | ---- |
| 1.  | EHC Chur    | 10  | 5 | 5 | 0 | 70 : 30 | 15   |
| 2.  | HC Ajoie    | 10  | 7 | 1 | 2 | 52 : 48 | 15   |
| 3.  | EHC Olten   | 10  | 6 | 2 | 2 | 42 : 31 | 14   |
| 4.  | SC Lyss     | 10  | 2 | 2 | 6 | 31 : 46 | 6    |
| 5.  | EHC Bülach  | 10  | 2 | 2 | 6 | 35 : 58 | 6    |
| 6.  | HC Martigny | 10  | 2 | 0 | 8 | 35 : 52 | 4    |

Der HC Ajoie ist auf Kosten des EHC Olten in die Nationalliga A aufgestiegen.